# Mesochorus mellumiensis
Mesochorus mellumiensis là một loài tò vò trong họ Ichneumonidae.